# Mnesibulus malaccae
Mnesibulus malaccae är en insektsart som beskrevs av Andrej Vasiljevitj Gorochov 2003. Mnesibulus malaccae ingår i släktet Mnesibulus och familjen syrsor. Inga underarter finns listade i Catalogue of Life.